# Bol d'Or (cykling)
Bol d'Or var ett franskt 24-timmars uthållighetslopp i bancykling med tandempace (två- eller tremanna) som avhölls från 1894 till 1928. En upplaga bakom derny kördes dessutom 1950. Det gick vanligtvis i Paris (normalt Vélodrome Buffalo, men sex gånger på Vélodrome d'Hiver, samt på Vélodrome du Parc des Princes 1899 och på Vélodrome de Vincennes 1900), men även på annan ort: 1898 på den första Vélodrome de Roubaix och 1825 på Vélodrome de Bordeaux.

## Podieplaceringar
| År   | Vinnare             | Tvåa                                 | Trea                  | Distans     |
| 1894 | Constant Huret      | Charles Meyer                        | Gaston Rivierre       | 736,946 km  |
| 1895 | Constant Huret      | Alex Lewis                           | Gaston Rivierre       | 829,498 km  |
| 1896 | Gaston Rivierre     | François Edmond "Williams" Guillaume | Luis "Buffel" Fontana | 859,120 km  |
| 1897 | Lucien Stein        | Henri Aries                          | Ambroise Chevogeon    | 764,826 km  |
| 1898 | Constant Huret      | Thaddäus Robl                        | Lucien Stein          | 852,468 km  |
| 1899 | Albert Walters      | Marius Thé                           | César Garin           | 1020,977 km |
| 1900 | Mathieu Cordang     | Thaddäus Robl                        | Maurice Garin         | 956,775 km  |
| 1902 | Constant Huret      | Lucien Petit-Breton                  | Jean Fischer          | 779,488 km  |
| 1903 | Léon Georget        | Anton Jaeck                          | Rodolfo Muller        | 847,803 km  |
| 1904 | Lucien Petit-Breton | Léon Georget                         | Arthur Vanderstuyft   | 852,000 km  |
| 1905 | Arthur Vanderstuyft | Jean-Baptiste Dortignacq             | Nat Butler            | 943,666 km  |
| 1906 | René Pottier        | Louis Trousselier                    | Léon Georget          | 925,290 km  |
| 1907 | Léon Georget        | Auguste Ringeval                     | François Lafourcade   | 904,420 km  |
| 1908 | Léon Georget        | Jean-Baptiste Dortignacq             | François Lafourcade   | 973,666 km  |
| 1909 | Léon Georget        | Paul-Herman Combes                   | François Lafourcade   | 845,700 km  |
| 1910 | Léon Georget        | François Lafourcade                  | Franz Suter           | 923,300 km  |
| 1911 | Léon Georget        | Constant Niedergang                  | Henri Cornet          | 915,160 km  |
| 1912 | Léon Georget        | François Lafourcade                  | Emile Eigeldinger     | 951,750 km  |
| 1913 | Léon Georget        | Marcel Godivier                      | Arthur Vanderstuyft   | 909,984 km  |
| 1919 | Léon Georget        | Marcel Godivier                      | Edouard Léonard       | 924,680 km  |
| 1924 | Oscar Egg           | Paul Duboc                           | Léon Georget          | 936,325 km  |
| 1925 | Honoré Barthélémy   | Jules Deloffre                       | Gaston Veillet        | 1035,114 km |
| 1927 | Honoré Barthélémy   | Paul Duboc                           | André Mouton          | 924,500 km  |
| 1928 | Hubert Opperman     | André Mouton                         | Marcel Huot           | 950,060 km  |
| 1950 | Fiorenzo Magni      | Rudolf Valenta                       | Ange Le Strat         | 867,609 km  |

Not: I kolumnen distans anges segrarens tillryggalagda sträcka efter 24 timmar.